# Radegunda
Radegunda, Radegonda o Radegund (Radegonde, en francés; c. 520-587) fue una princesa franca, fundadora de la abadía de Sainte-Croix de Poitiers y canonizada en el siglo IX d. C. Es la santa patrona de varias iglesias británicas y patrona del Jesus College de Cambridge.

## Biografía

### Princesa de Turingia

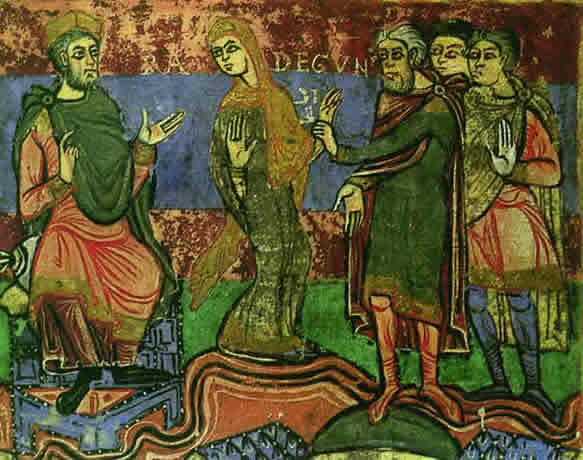
Radegunda es llevada ante el rey Clotario. Vida de Santa Radegunda, s.IX. Biblioteca municipal de Poitiers

Radegunda era hija del rey Berthar, uno de los tres reyes de Turingia en Alemania.
El tío de Radegunda, Hermanfredo, mató a Berthar en batalla, dejándola huérfana. Después de aliarse con el rey franco Teodorico I de Austrasia, Hermanfredo derrotó a su otro hermano, Baderico. Sin embargo, después de haber matado a sus dos hermanos y de apoderarse de Turingia, Hermanfredo no se atuvo a su acuerdo con Teodorico de compartir el poder.

### Prisionera de Clotario

La huida de Radegunda.

En el año 531 Teodorico regresó a Turingia con su hermano Clotario I. Juntos derrotaron a Hermanfredo y conquistaron su reino. Clotario I se hizo cargo de Radegunda y la llevó a tierras merovingias. Durante una decena de años, Radegunda recibió una educación religiosa e intelectual de parte de Ingonda, una de las esposas de Clotario.
Ingonda murió en 538. Clotario decidió entonces convertirla en su cuarta esposa (siendo las tres anteriores Chunsina, Ingonda y Arnegonda), a pesar de que Radegunda jamás manifestó ningún deseo de convertirse en reina de los francos. Aunque intentó escapar, fue atrapada cerca de Péronne. La boda se llevó a cabo en presencia del obispo Medardo en Soissons hacia 539.

### Reina de los francos

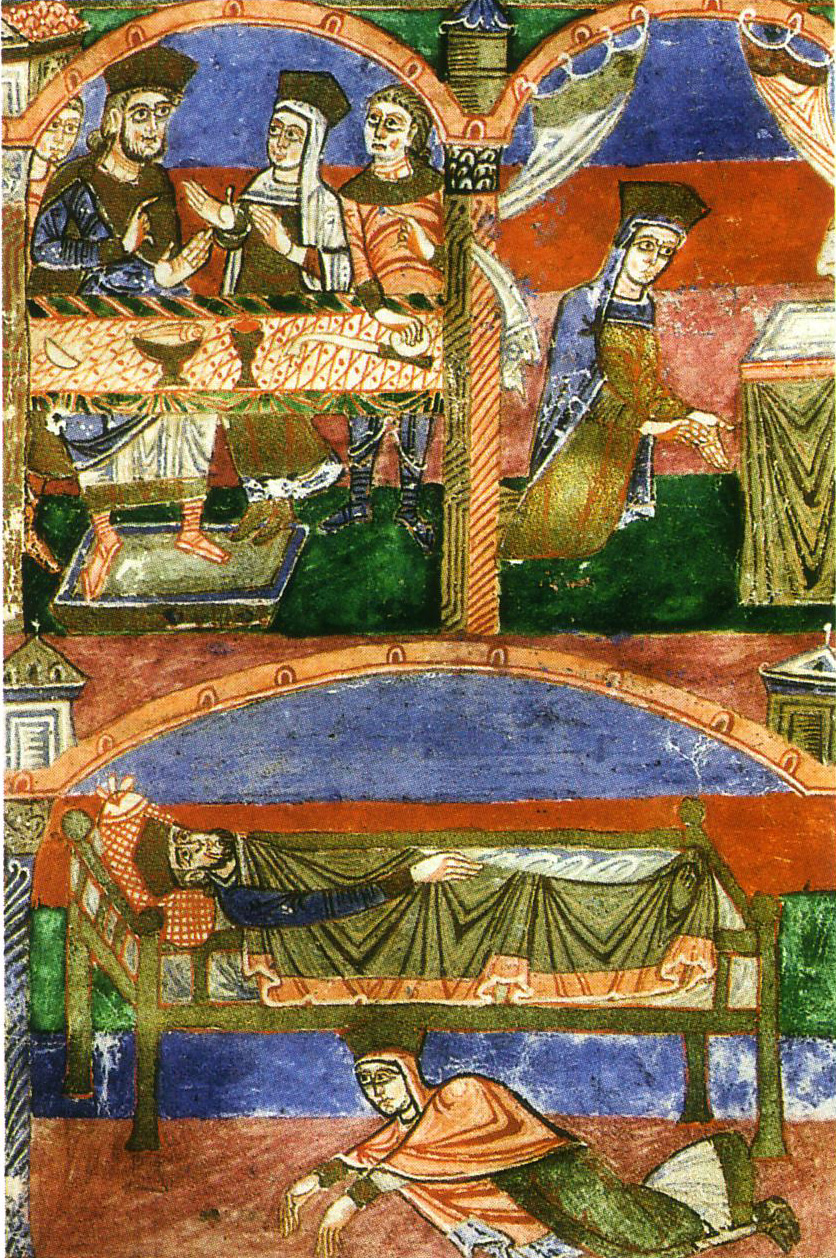
Santa Radegunda, con el traje de reina, sentada a la mesa con Clotario. Escenas de la vida de Santa Radegunda (arriba: la noche de bodas de Radegunda. Radegunda rezando; abajo: Radegunda rezando postrada junto al lecho conyugal) Vida de Santa Radegunda, s.IX. Biblioteca municipal de Poitiers.

Para confirmar su condición de reina, era necesario que vistiese de manera que mostrase la fuerza y prosperidad de su marido. Sin embargo, la reina siempre vestía de forma simple para mostrar su humildad cristiana, por lo que las malas lenguas acusaban a Clotario de haberse casado con una monja. Durante el banquete, la discusión entre los esposos fue muy violenta, ya que Clotario pretendía imponer su voluntad. Radegunda, sin embargo, decidió no comer y dar el pan a los pobres.
Radegunda se deshizo poco a poco de sus preocupaciones mundanas para dedicarse a una vida piadosa y caritativa hacia los pobres. Finalmente, obtuvo el perdón de Clotario y consiguió la liberación de muchos condenados a muerte.
Radegunda no le dio hijos y, después de que Clotario I matara a su hermano, decidió retirarse para no vivir con un asesino, aunque el rey todavía la quería como reina. Vendió todas sus joyas para fundar el convento en Poitiers. En este lugar mandó construir un importante hospital, donde cuidaba a los enfermos e impartía enseñanza en las artes de la sanación, curando heridas y fracturas, preparando remedios y copiando manuscritos con más de doscientas mujeres.
Su capellán fue el poeta Venancio Fortunato, y fue amiga de Gregorio de Tours. Murió el 13 de agosto de 586, y su funeral se celebró tres días después.
Se han escrito dos biografías de Radegunda, la primera a cargo de Venancio Fortunato en el año 590, denominada Vita radegundis y la segunda a cargo de la monja Baudonivia alrededor del año 600.

### Fundadora de la abadía de Poitiers

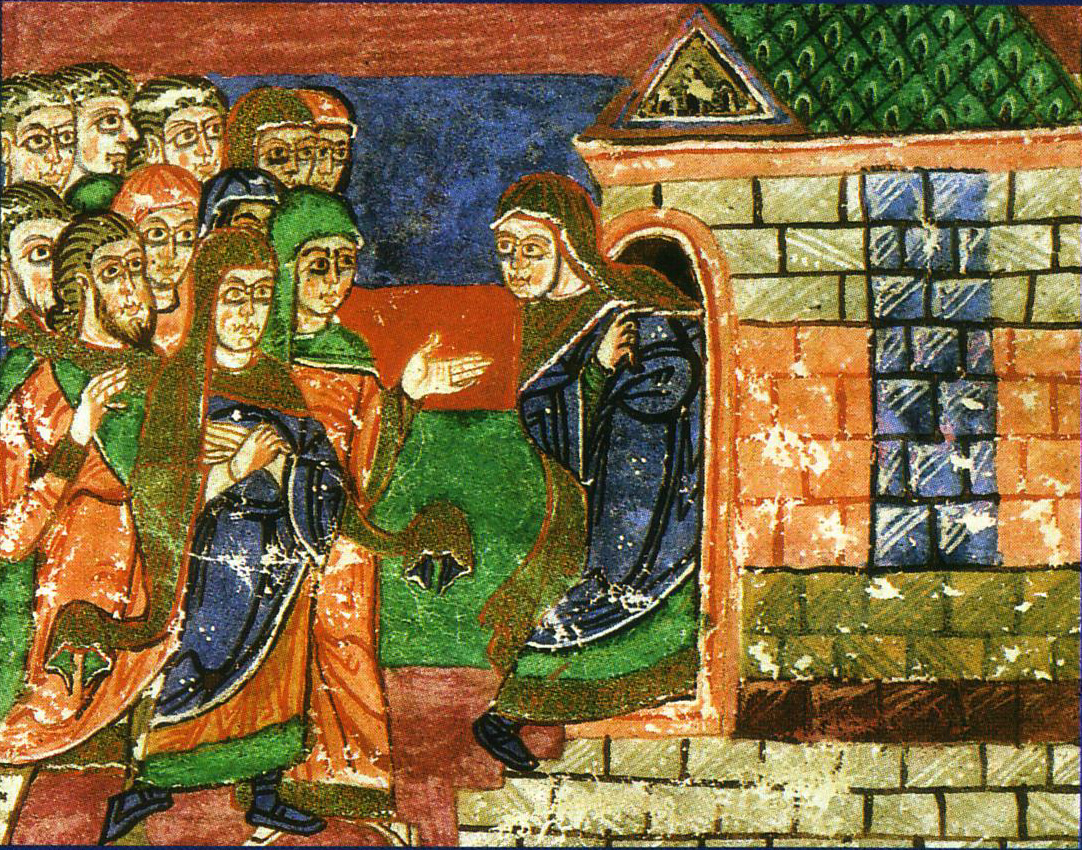
Radegunda se retira, acompañada por el pueblo, al monasterio dedicado a la Virgen que había fundado en Poitiers. Vida de Santa Radegunda (Vie de sainte Radegonde), s.XI, Biblioteca municipal de Poitiers.

En Poitiers fundó el monasterio de Sainte-Croix, entonces llamado de Nuestra Señora. El 25 de octubre de 552 o 553, en presencia de una gran multitud, entró en el monasterio acompañada de numerosas jóvenes, que cumplían reglas muy estrictas. En compañía de Inés, su hermana espiritual que luego se convertiría en abadesa, y de Venancio Fortunato, poeta italiano que sería el biógrafo de Radegunda, marchó a Arlés para adoptar las reglas de San Cesáreo.
Inés llegó a ser abadesa del monasterio; Venancio Fortunato fue obispo de Poitiers en 599. Según una biografía de Baudonivia, una monja de Poitiers, escrita alrededor del año 600, Radegunda profesaba una gran admiración por las reliquias. Poseía muchas que se encontraban en el monasterio de Sainte-Croix, como un fragmento de la cruz de Cristo obtenida gracias al emperador Justino II. Con motivo de la llegada de esta reliquia, san Venancio Fortunato compuso el himno Vexilla regis prodeunt. A la muerte de Clotario, Radegunda aprovechó su reputación y autoridad para establecer la paz entre sus hijos. Radegunda tuvo, durante el resto de su vida, una gran influencia sobre las grandes personalidades de su época, especialmente Sigeberto I, sucesor e hijo de Clotario. Escribió además una carta-testamento a los reyes y obispos para la perpetuación de su obra. Según Baudonivia, Radegunda estaba ansiosa por conseguir la paz y muy preocupada por la «salud de su patria», además de la unidad del reino de los francos.
Murió en el monasterio de Notre-Dame, el 13 de agosto de 587, a la edad de 67 años aproximadamente. Fue enterrada en la iglesia abadía de Sainte-Mère-de-Dieu, también llamada Sainte-Marie-hors-les-murs, hoy en día conocida como Iglesia de Santa Radegunda. Su funeral se celebró tres días después en presencia de Gregorio de Tours. Durante las invasiones normandas, su cuerpo se llevó a la abadía de Saint-Benoît de Quinçay y después fue devuelto a Poitiers en 868.
Se le atribuyen numerosos milagros, normalmente relacionados con curaciones milagrosas relatadas por Venancio Fortunato. Fue declarada santa poco tiempo después de su muerte. Es una de las pocas santas que no fue canonizada por el papa, sino por la creencia popular.

## Posteridad

### Leyendas
El milagro de la avena, leyenda aparecida en el siglo XIV.
Clotario, que había aceptado la vocación religiosa de la reina, cambió de opinión: envió a un grupo de soldados a Saix para traerla de vuelta a la corte. Cuando Radegunda los vio, huyó hacia el sur a través de un campo de avena que los agricultores estaban sembrando. Entonces se produjo el milagro: la santa reina hizo crecer la avena para poder esconderse. Cuando los soldados preguntaron a los agricultores, nadie pudo decir dónde se encontraba la reina. Fue en este momento cuando Clotario permitió que Radegunda siguiese su camino hacia una vida consagrada a la religión.
Santa Radegunda estuvo ligada religiosamente con San Junien, patrón de los trabajadores del Poitou, que era en esa época sacerdote de Mairé-Levescault. Ambos se prometieron informarse a través de un mensajero cuando muriese uno de ellos. Casualmente, ambos fallecieron en el mismo día, el miércoles 13 de agosto de 587. Ambos mensajeros se encontraron a medio camino en un lugar llamado Troussais, parroquia de Ceaux en Couhé.
Algunas reliquias de la santa se encuentran en la iglesia de Santa Radegunda de Colomiers.

### Representaciones de la santa
A Radegunda se la presenta la mayoría de las veces como una religiosa, en ocasiones con una corona cerca de ella.
- Un manuscrito del siglo XI, hoy en la Biblioteca de Poitiers, describe diferentes episodios de la vida de la santa.
- En los siglos XVI y XVII, aparece como reina, con la corona y diferentes insignias reales (grabado de Jacques Callot).
- Una estatua de Santa Radegunda fue realizada por el escultor Nicolas Legendre (1619-1706) en el siglo XVII y se encuentra hoy en día en la Iglesia de Santa Radegunda de Poitiers.
- En el siglo XIX, Pierre Puvis de Chavannes pintó Santa Radegunda escuchando una lectura del poeta Fortunato, hoy en día se halla en el ayuntamiento de Poitiers.

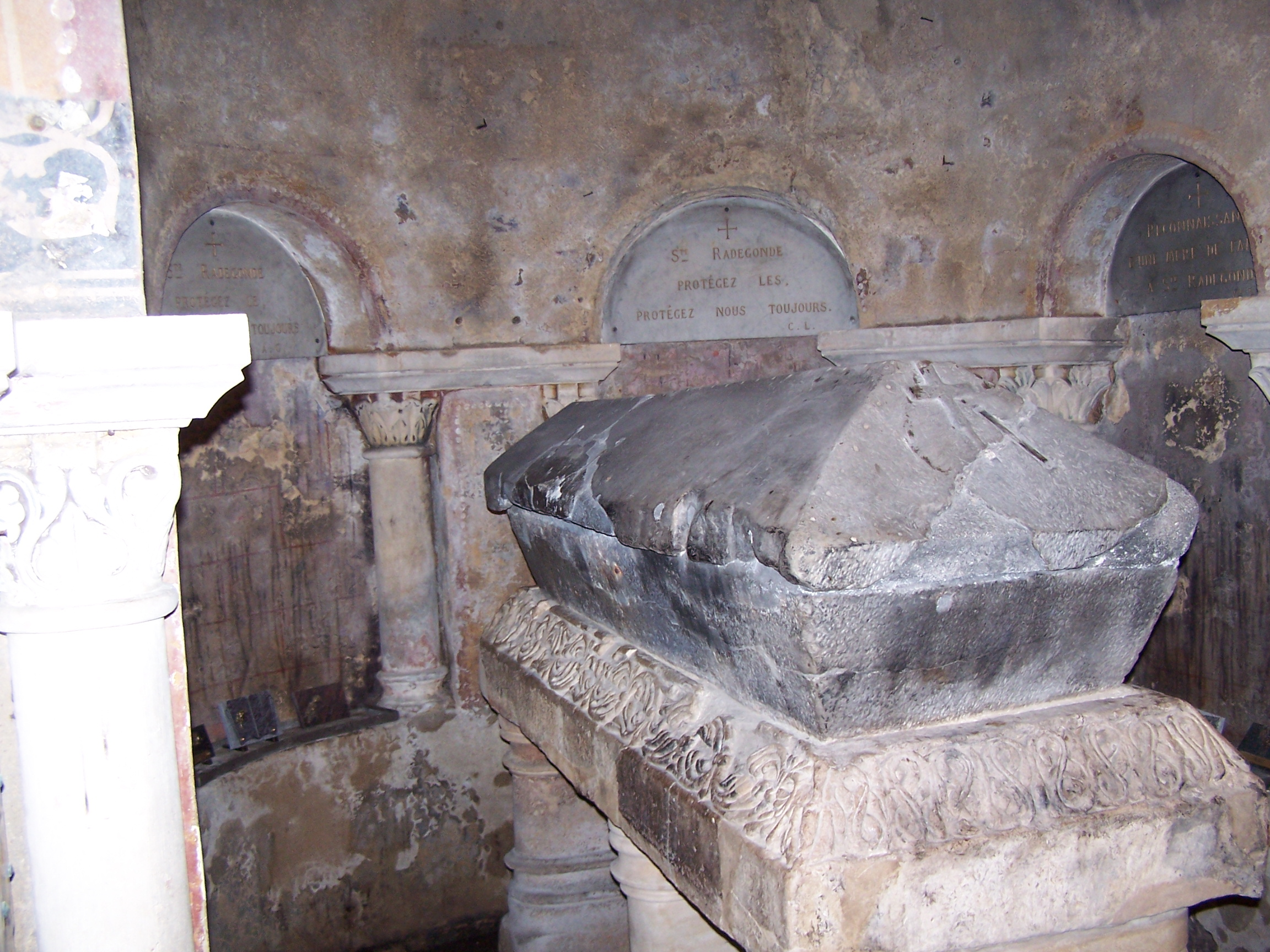
Tumba de Santa Radegunda.
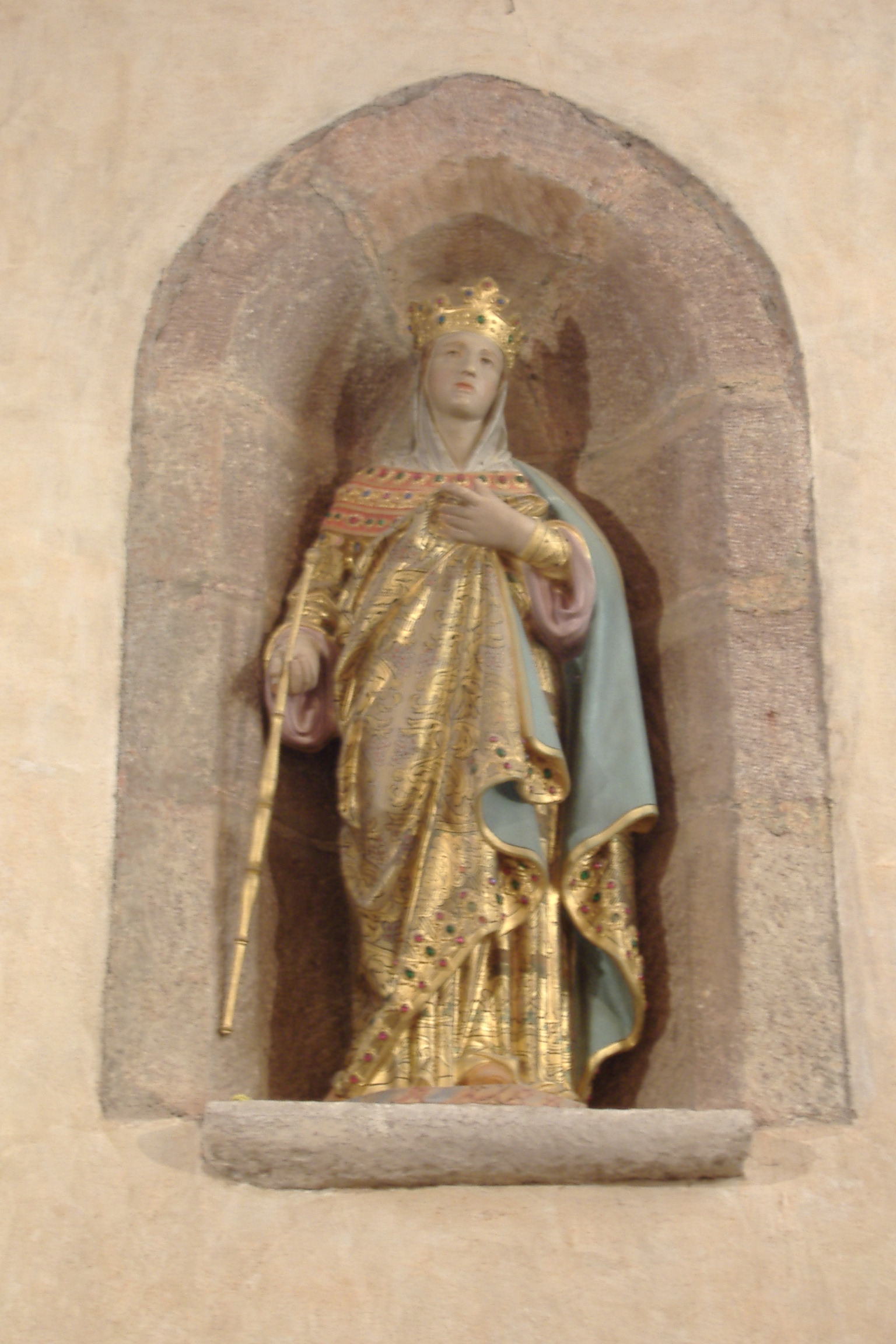
Estatua de Santa Radegunda en el coro de la iglesia de Santa Radegunda de Aveyron, Francia.
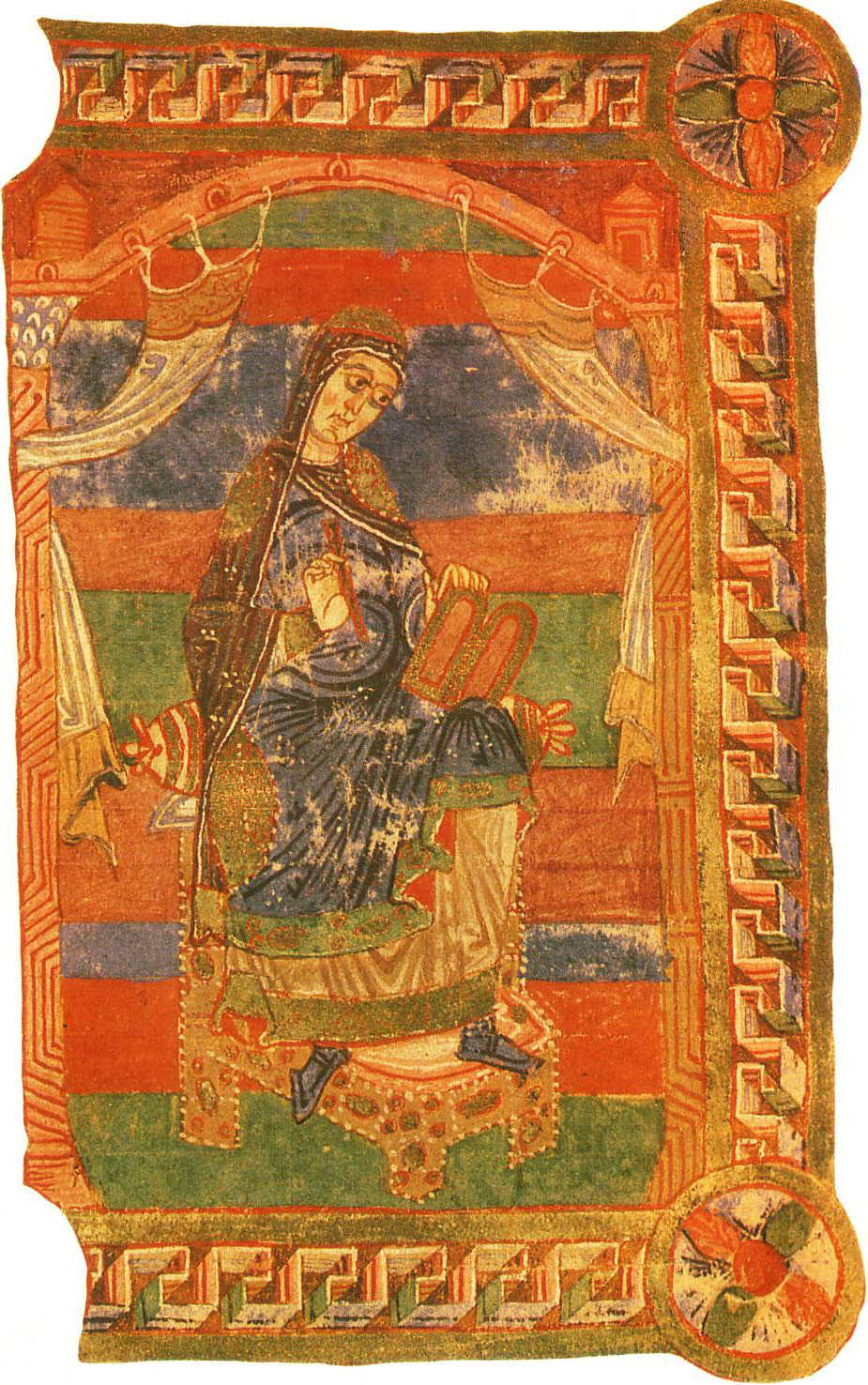
Retrato de una monja, en Vida de Santa Radegunda (s.IX), escrito por Baudonivia, aunque no se sabe si reproduce a Radegunda o a la propia Baudonivia. Se encuentra en la Biblioteca municipal de Poitiers.
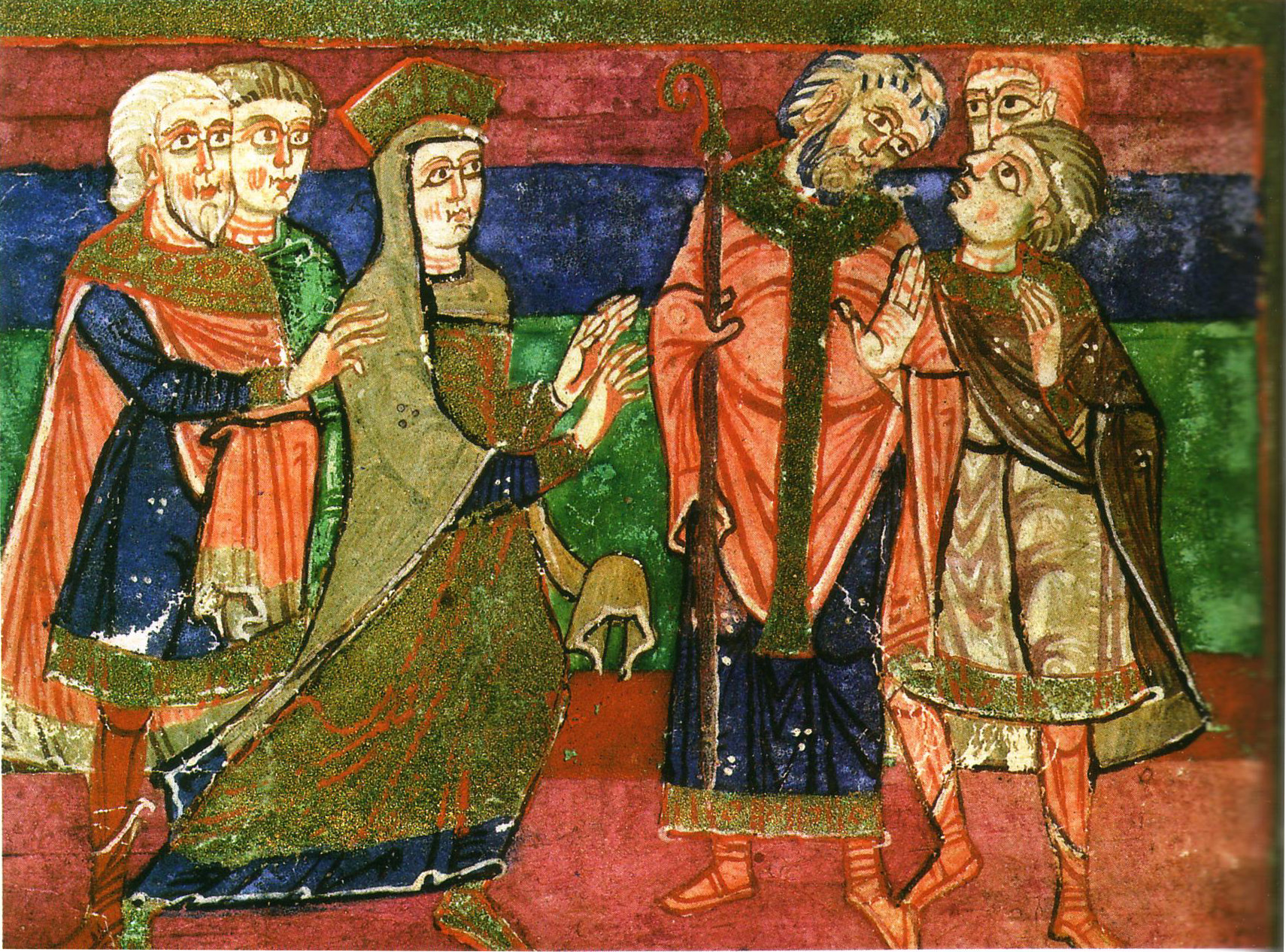
Radegunda desea retirarse a un monasterio (Radegunda y San Medardo). Vida de Santa Radegunda, s.IX, Biblioteca municipal de Poitiers.
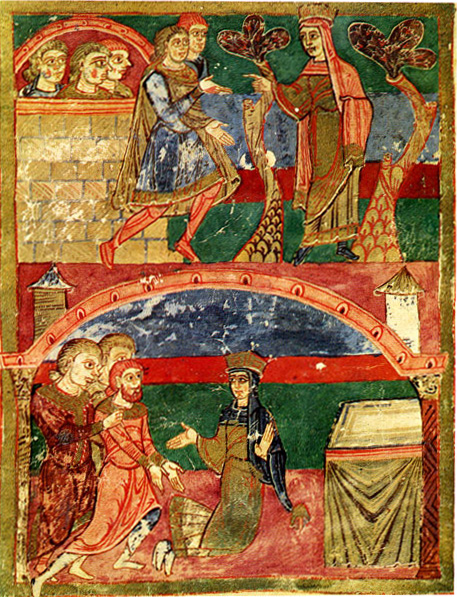
Escenas de la vida de Santa Radegunda. Vida de Santa Radegunda, s.IX, Biblioteca municipal de Poitiers.
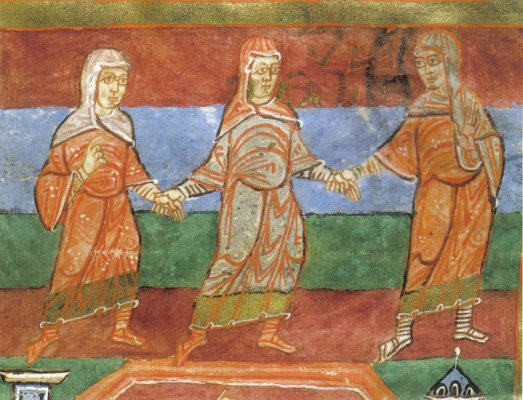
La gente del pueblo baila y canta en la puerta del monasterio. (Hay otro dibujo abajo y que no aparece en esa ilustración: Radegunda rehúsa escuchar canciones profanas y llama la atención a una hermana que disfrutaba de ellas.) Vida de Santa Radegunda, s.IX, Biblioteca municipal de Poitiers.

- Ver también: Sitio oficial de la Mediateca de Poitiers (en francés) Vida de Santa Radegunda por Venancio Fortunato, hacia 1100 (Vie de sainte Radegonde par Venance Fortunat, vers 1100)

### El culto a Santa Radegunda de Carlos VII
En la Edad Media, el culto a Santa Radegunda era común en la corte de Francia. Además, la ciudad de Poitiers fue leal al reino tras la Guerra de los Cien Años. En 1428, estas razones condujeron a Carlos VII a elegir Radegunda como nombre para su hija mayor, Radegunda de Francia.

#### Lugares dedicados a la santa

###### Poblaciones dentro de Francia
- Santa Radegunda de Aveyron, iglesia fortificada en la que se conserva como reliquia un hueso del pulgar.
- Baignes-Sainte-Radegonde, en Charente.
- Sainte-Radegonde, en Charente Marítimo (antiguamente Sainte-Radegonde-près-Pont-l'Abbé).
- Sainte-Radegonde, en Creuse.
- Sainte-Radegonde, en Dordoña (antiguamente Sainte-Radegonde-Roquépine).
- Sainte-Radegonde, en Gers.
- Sainte-Radegonde, en Gironda.
- Sainte-Radegonde-sur-Lot, en Lot y Garona (antiguamente Sainte-Radegonde-de-Pépine).
- Sainte-Radegonde-sur-Lède, en Lot y Garona.
- Sainte-Radegonde-de-Cusey, en Alto Marne.
- Sainte-Radegonde, en Saona y Loira.
- Sainte-Radegonde, en Deux-Sèvres.
- Sainte-Radégonde, en Vienne.
- Sainte-Radégonde-des-Noyers, en Vandea.
- Marsais-Sainte-Radégonde, en Vandea (antiguamente Sainte-Radegonde-la-Vineuse).
- Sainte-Radegonde, antigua comuna de Somme, actualmente integrada en Péronne.

#### Capillas, iglesias y fuentes en Francia
- Athies, parroquia con el nombre de Santa Radegunda.
- Bagnoles-de-l'Orne (Orne): ermita de San Ortaire, capilla y vidrieras dedicadas a Santa Radegunda.
- Bon-Encontre (Lot y Garona): iglesia románica de Santa Radegunda.
- Bray-en-Val (Loiret): fuente de Santa Radegunda.
- Budelière (Creuse): capilla de Santa Radegunda.
- Bué (Cher): iglesia de Santa Radegunda.
- Busloup (Loir y Cher): capilla de Santa Radegunda.
- Chacé (Maine y Loira): iglesia de Santa Radegunda.
- Chênehutte (Maine y Loira): aldea y probablemente antigua capilla.
- Chinon (Indre y Loira): capilla de Santa Radegunda de Chinon.
- Clairefougere (Orne): capilla de Santa Radegunda con vidrieras de Jean Chaudeurge a la que se peregrina el domingo anterior al 15 de agosto.
- Colomiers (Alto Garona): iglesia parroquial de Santa Radegunda de Colomiers.
- Courant (Charente Marítimo): capilla de una antigua iglesia de Santa Radegunda, lugar de peregrinación.
- La Châtre (Indre): capilla y fuente de Santa Radegunda, conocida como "Gran fuente".
- La Ferté-Macé (Orne): iglesia Notre-Dame con una vidriera en la nave dedicada a Santa Radegunda.
- Latoue (Alto Garona): capilla de Santa Radegunda.
- Giverny (Eure): iglesia de Santa Radegunda.
- Meilhards (Corrèze): capilla de Santa Radegunda donde, según la leyenda, el agua de la fuente permite a las mujeres tener hijos varones. Leonor de Aquitania la habría bebido para tener cuatro hijos varones, entre ellos Ricardo Corazón de León y Juan Sin Tierra.
- Monnières (Loira Atlántico): iglesia de Santa Radegunda.
- Forêt de Montmorency (Valle del Oise): fuente de Santa Radegunda.
- Péronne (Somme): iglesia de Santa Radegunda, antigua iglesia parroquial de la antigua comuna de Sainte-Radegonde, reconstruida tras la Primera Guerra Mundial.
- Poitiers (Vienne): Iglesia de Santa Radegunda.
- Riantec (Morbihan): iglesia de Santa Radegunda y fuente de Santa Radegunda, donde, según la leyenda, el agua dulce de la fuente tocó las espuelas del caballo de la santa cuando huía.
- Sainte-Reine (Saboya): iglesia románica de Santa Radegunda.
- Saix (Vienne): iglesia parroquial románica y capilla de Avoines.
- Saurier (Puy-de-Dôme): iglesia de Santa Radegunda.
- Talmont (Charente Marítimo): iglesia románica de Santa Radegunda.
- Tours (Indre y Loira): barrio de la ciudad en la margen derecha.
- Vennes (Doubs): capilla de Santa Radegunda.
- Verger-sur-dive (Marconnay): iglesia de Santa Radegunda y fuente milagrosa.
- Sainte-Honorine-la-Chardonne (Orne): estatua de Santa Radegunda.

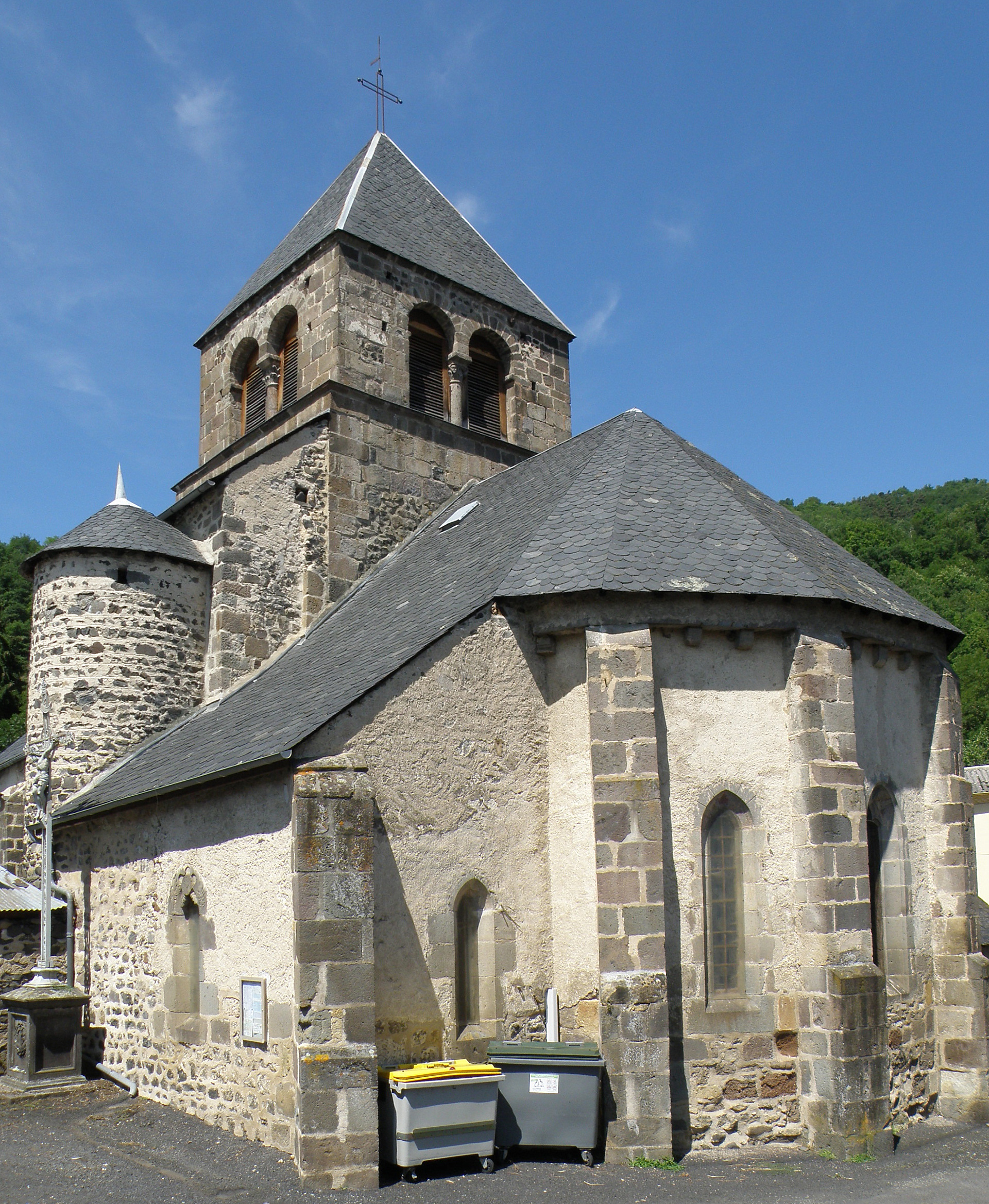
Iglesia de Santa Radegunda en Saurier.
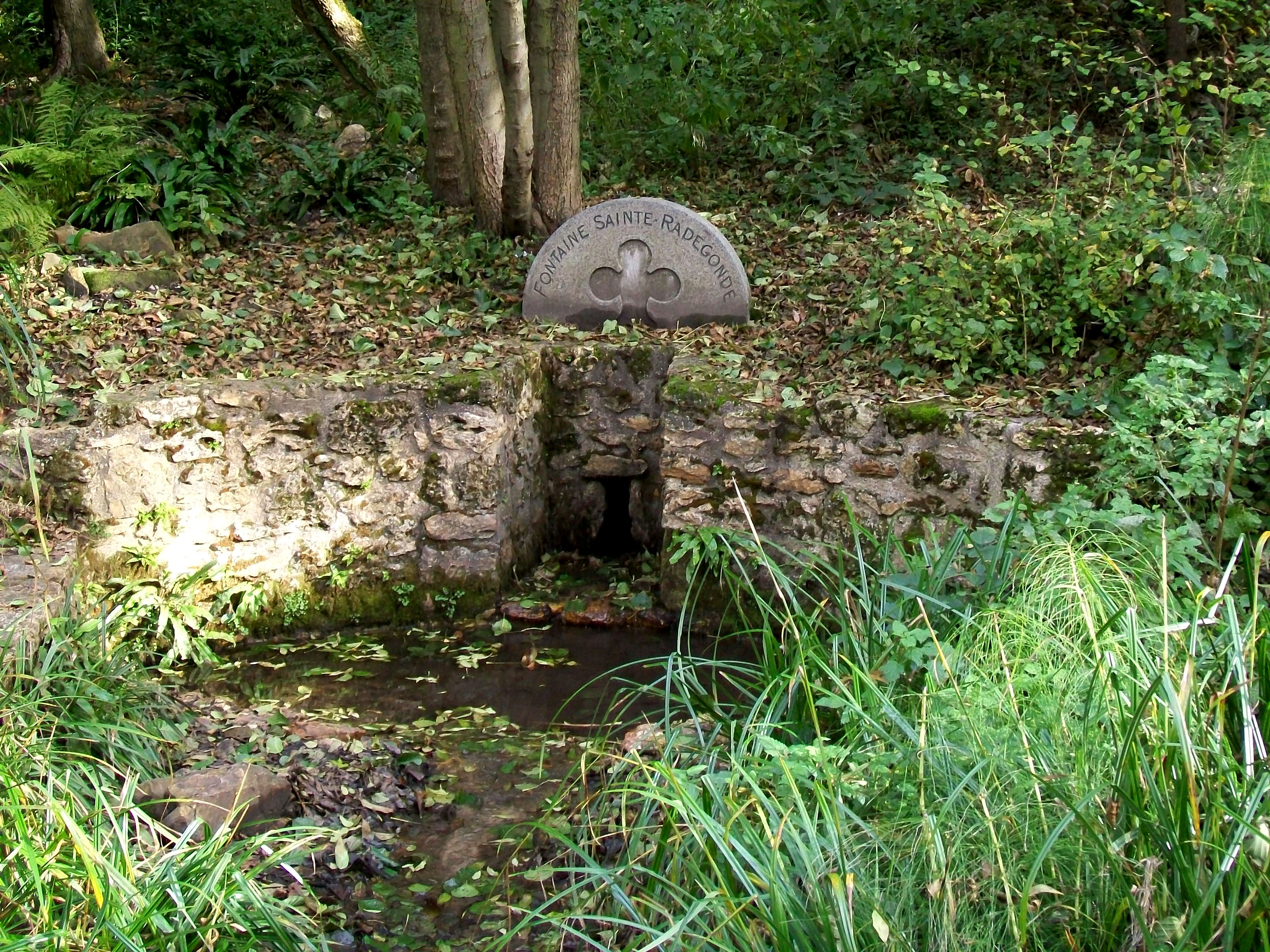
Fuenta de Santa Radegunda en el bosque de Montmorency.
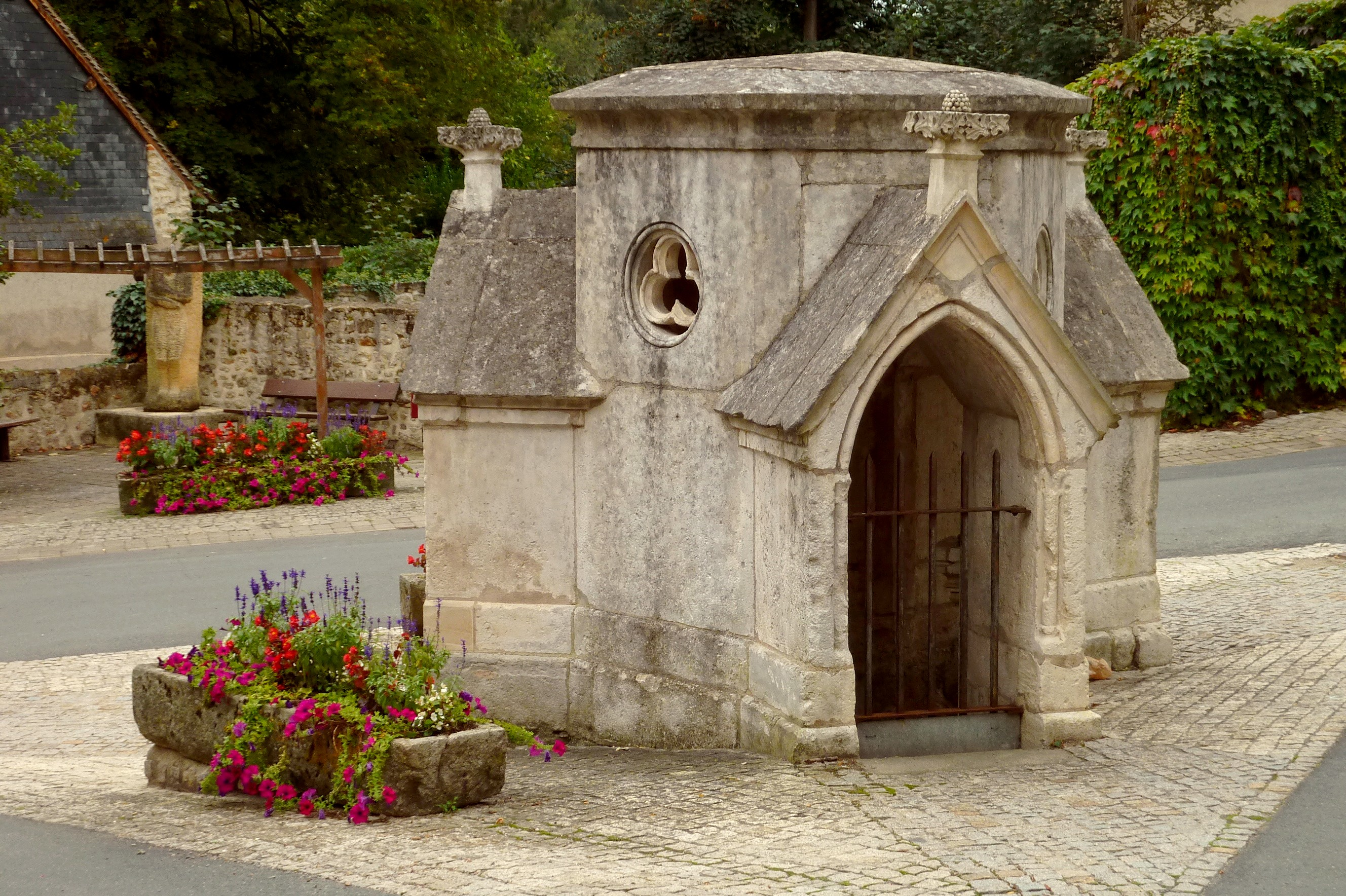
Capilla y fuente de Santa Radegunda en La Châtre.

#### Fuera de Francia
Municipios

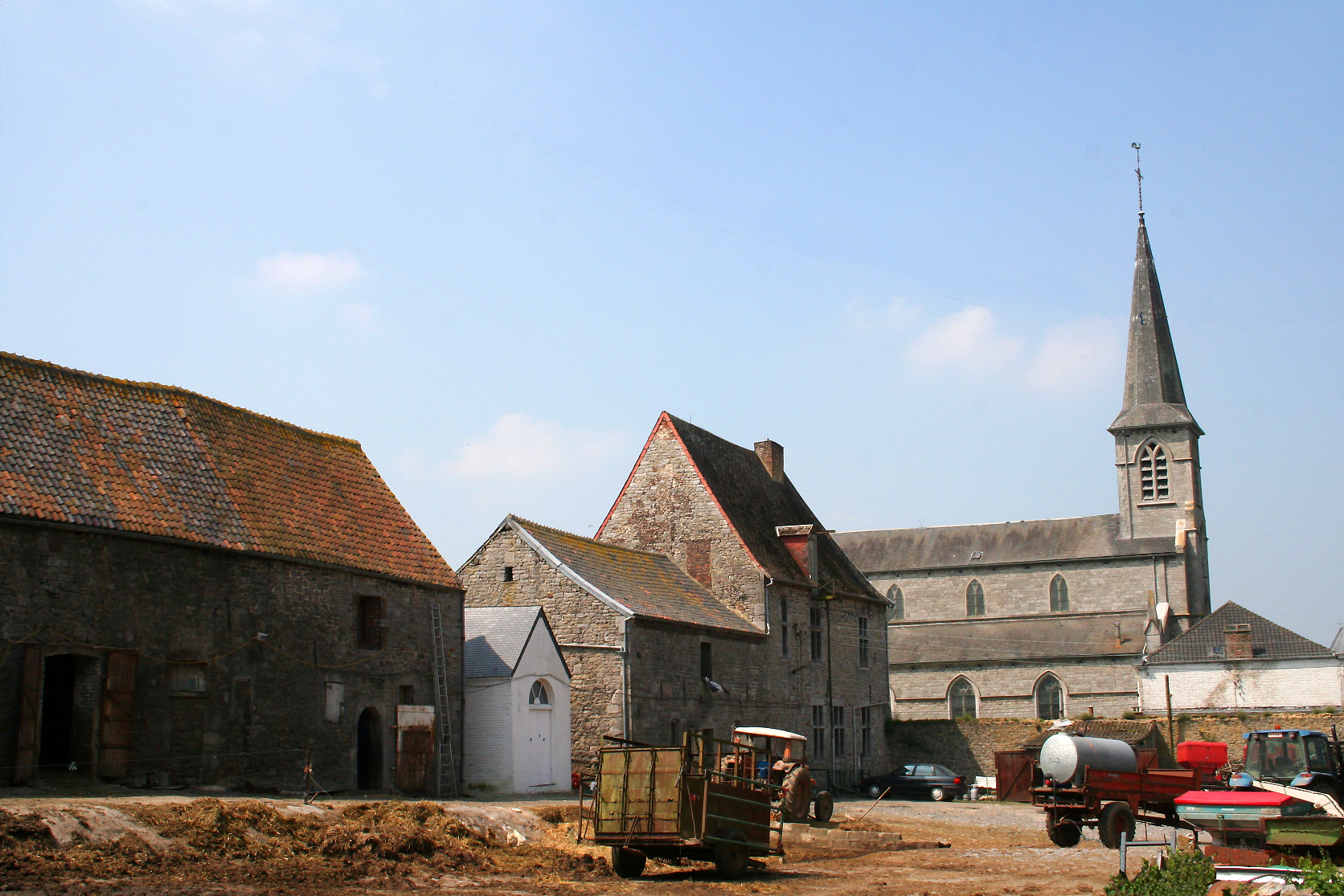
Iglesia de Santa Radegunda de Villers-Poterie.

- Comuna de Sankt Radegund en Alta Austria (Austria).
- Comuna de Sankt Radegund bei Graz en Estiria (Austria).

Iglesias
- Iglesia de Santa Radegunda Villers-Poterie en la Región Valona (Bélgica).